# Trippska godset
Trippska godset eller Trippska frälset var de gårdar i Hallands län som drottning Kristina 1653 pantsatte till Adrian Tripp. Tripp hade lånat svenska kronan pengar under trettioåriga kriget. De var ursprungligen 357 gårdar. Efter reduktionen omfattade godset omkring 200 mantal. Bönderna betalade räntor, men gjorde inga dagsverken. Gårdarna kom att i de flesta fall friköpas från Tripps arvingar under 1800-talet, men det dröjde till 1930-talet innan de var helt avvecklade.